# Blecksteinhaus
Das Blecksteinhaus ist eine Schutzhütte der Sektion Männer-Turnverein München des Deutschen Alpenvereins. Sie liegt auf 1022 m ü. NHN Höhe in den Bayerischen Voralpen südlich des Spitzingsees und ist ein Ausgangspunkt für Wanderungen in den Tegernseer und Schlierseer Bergen sowie ins angrenzende Tirol.

## Zugänge
- vom Spitzingsee über die Wurzhütte (1083 m), Gehzeit: ½ Stunde

## Tourenmöglichkeiten

### Übergänge zu Nachbarhütten
- Albert-Link-Hütte (1053 m), Gehzeit: ¼ Stunde
- Kaiserhaus über Forsthaus Valepp (872 m) und Erzherzog-Johann-Klause, weiter nach Brandenberg, Gehzeit: 5–6 Stunden

### Gipfelbesteigungen
- Stolzenberg (1604 m), Gehzeit: 2 Stunden
- Bayerischer Schinder (1796 m), Gehzeit: 3½ Stunden
- Österreichischer Schinder (1808 m), Gehzeit: 3½ Stunden
- Rotwand (1884 m), Gehzeit: 2½ Stunden
- Roßkopf (1580 m), Gehzeit: 2½ Stunden
- Bodenschneid (1668 m), Gehzeit: 2½ Stunden

### Skitouren
- Stolzenberg
- Schinderkar
- Rotwand